# 加利福尼亞溫泉 (加利福尼亞州)
加利福尼亞溫泉（英語：California Hot Springs）是位於美國加利福尼亞州圖萊里縣的一個人口普查指定地區。

## 地理
加利福尼亞溫泉的座標為35°52′49″N 118°40′25″W / 35.88028°N 118.67361°W，而該地最高點為海拔高度939米（即3081英尺）。

## 人口
根據2010年美國人口普查的數據，加利福尼亞溫泉的面積為1.937平方千米，當中陸地面積為1.937平方千米，而水域面積為0.000平方千米。當地共有人口37人，而人口密度為每平方千米19人。